# Стјуарт Руса
Стјуарт Ален "Стју" Руса (енгл. Stuart Allen "Stu" Roosa; Дуранго, 16. август 1933 — Фолс Черч, 12. децембар 1994) био је амерички астронаут и тест пилот у Америчком ратном ваздухопловству (АРВ). Каријеру је почео као припадник Шумске службе САД и гасио је шумске пожаре, да би након тога постао пилот АРВ, дипломирао ваздухопловну технику и завршио елитну школу за ваздухопловне пробне пилоте у бази Едвардс. Астронаут је постао 1966. године, а лет на Месец 1971. му је био једини лет у космос.

## Биографија
Рођен 16. августа 1933. у Дурангу, Колорадо, од оца Дјуија Русе (1903—1988) и мајке Лорин Руса (рођене ДеЛозијер; 1908—1993). Руса је одрастао у Клермору, Оклахома. Након завршетка средње школе Клермор 1951. године, био је припадник Шумске службе САД и гасио је шумске пожаре. Након тога је приступио Ратном ваздухопловству САД, у којем је служио више од двадесет година и пензионисао се са чином пуковника. Најпре је био борбени, а по завршетку елитне школе за пробне пилоте при Ваздухопловству у ваздухопловној бази Едвардс, Калифорнија, и тест пилот. У астронаутски корпус изабран је 1966. године и летео је као пилот командног модула на мисији Аполо 14, 1971. године. Претходно је био члан помоћне посаде за мисију Аполо 9. Са собом је понео 500 семења неколико типова дрвећа на пут око Месеца. По повратку кући, засађена су на разним локацијама и названа Месечево дрвеће.
Након лета је био резерва на летовима Аполо 16 и Аполо 17, а потом је распоређен у програм Спејс-шатл, али се фебруара месеца 1976. пензионисао. Један је од 24 човека који су путовали на Месец.
Забележио је 5.500 часова лета на разним типовима авиона, од тога 5.000 на млазњацима. У свемиру је провео девет дана.
Након повлачења из НАСА и Ваздухопловства бавио се приватним бизнисом и био је на челу компаније Gulf Coast Coors, као и члан неколико удружења и одбора. Члан је неколико кућа славних и носилац бројних друштвених признања, цивилних и војних одликовања.
Дипломирао је као ваздухопловни инжењер на Универзитету Колорадо 1960. године. Пре тога је студирао на Државном универзитету Оклахоме и Универзитету Аризоне. Године 1973, завршио је курс менаџмента на Пословној школи Харварда. Преминуо је са 61 годином, 12. децембра 1994. Фолс Черчу, Вирџинија, од последица панкреатитиса. Иза себе је оставио супругу, три сина и кћер. Сахрањен је на Националном гробљу Арлингтон.

## Галерија
- Стјуарт Руса (доњи ред, трећи здесна) са колегама пилотима као полазник школе за пробне пилоте Ратног ваздухопловства САД, 1964. године
- Стјуарт Руса (слева) са Шепардом (средина) и Мичелом, посада Апола 14, 1970. године
- Стјуарт Руса у цивилном оделу, 1971. године
- Стјуарт Руса током финалне припреме за лет Апола 14, 1971. године
- Једно од мноштва дрвећа засађених од семења које је Руса носио са собом у свемир, 2008. година
- Гроб Стјуарта Русе на Националном гробљу Арлингтон, 2009. година
- Потпис Стјуарта Русе